# 佐竹義冨
佐竹 義冨（さたけ よしとみ、天明4年2月2日（1784年3月22日） - 文政4年9月4日（1821年9月29日））は、久保田藩重臣佐竹東家14代当主。佐竹義方の三男。幼名は秀松、通称は冨之進、源六郎、将監、山城。正室は細川徳隣（谷田部藩主一族）の娘。子女は長男義徳、次男義珍、長女貞（佐竹義路養女、佐竹義致室）。
文化2年（1805年）5月、佐竹東家の当主佐竹義府の隠居により、家督を相続する。文政4年（1821年）、隠居し、長男義徳に家督を譲る。同年9月4日、死去。享年37。